# Small Forward
Der Small Forward (im Deutschen teils als „Flügelspieler“ bezeichnet), im Englischen auch Three bzw. 3, ist eine von fünf Positionen im Basketball. Er ist Teil des Frontcourts, zu dem auch Power Forward und Center gehören. Der Small Forward ist nach heutigem NBA-Standard meist 1,96 bis 2,03 Meter groß und damit üblicherweise kleiner als der Power Forward oder Center.

## Anforderungen und Spielweise

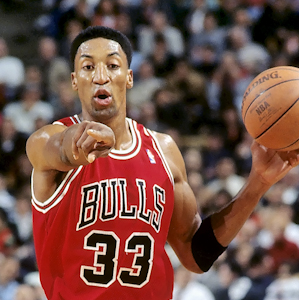
Hall of Fame-Mitglied Scottie Pippen

Da Small Forwards in der Regel über eine gute Kombination von physischer Stärke und Sprintschnelligkeit verfügen, gibt es unter ihnen ausgesprochene Defensivallrounder. Sie können mehrere Positionen effektiv verteidigen. Lakers-Small Forward Michael Cooper, der 1987 den NBA Defensive Player of the Year Award gewann, verteidigte stets den besten gegnerischen Flügel- bzw. Aufbauspieler. In dieselbe Nische gehören Ron Artest, der den NBA Defensive Player of the Year Award 2004 gewann, sowie die achtfachen All-Defensive-Team-Mitglieder Bobby Jones und Bruce Bowen, die von Power Forward bis Point Guard alles decken konnten.
Klassische Small Forwards nach heute gängiger Definition sind beispielsweise Grant Hill, Paul Pierce und Scottie Pippen. Weitere bekannte Small Forwards in der Naismith Memorial Basketball Hall of Fame sind Elgin Baylor, Rick Barry, John Havlicek, Julius Erving, James Worthy und Larry Bird.
Es gibt neben dem klassischen Small Forward eine Sorte von Spielern, die sich nicht exakt als Small- oder Power Forward einordnen lassen. Man bezeichnet sie inoffiziell als Combo Forwards oder Tweener (von engl. between two positions).
Eine weitere Variation sind die Point Forwards (inoffizieller Begriff). Dabei handelt es sich um einen Small Forward, der die Rolle eines Aufbauspielers übernimmt. Bekanntestes Beispiel hierfür ist LeBron James.

## Geschichte
Die Bezeichnung „Forward“ stammt aus der Entstehungszeit der Sportart Basketball, als man die Spieler – wie im Fußball – in Angreifer (Forwards) und Verteidiger (Guards) einteilte. Der Forward ist in erster Linie für das Punkten zuständig und zwar durch Ziehen zum Korb. Die Einteilung in Small und Power Forward existiert in dieser Form erst seit den 1970er Jahren. Zuvor unterschied man die beiden Flügelspieler nicht, sondern gab ihnen ähnliche Aufgaben, wobei diese mehr dem Aufgabenfeld des heutigen Small Forwards glichen. Die meisten NBA-Teams der 1960er Jahre und früher hatten deshalb in der Regel zwei sehr ähnliche Spieler auf der 3 und 4, wie zum Beispiel die Philadelphia 76ers mit Chet Walker und Billy Cunningham.